# Roztroušené ostrovy
Roztroušené ostrovy v Indickém oceánu (francouzsky Îles éparses de l'océan indien) jsou tři korálové ostrůvky a dva atoly v Indickém oceánu. Nejsou trvale obydlené. Čtyři z nich leží v Mosambickém průlivu, pátý Tromelin leží východně od Madagaskaru a severně od Mauricia a Réunionu. Od 3. 1. 2005 jsou tyto ostrovy spravovány správcem Francouzských jižních a antarktických území sídlícím na Réunionu.
V únoru 2007 se staly pátým okresem (tzn. plnohodnotnou součástí) Francouzských jižních a antarktických území.
Roztroušené ostrovy spolu s Réunionem a Mayotte poskytují Francii exkluzivní ekonomickou zónu pokrývající více než 1 000 000 km² západního Indického oceánu.

## Správní členění

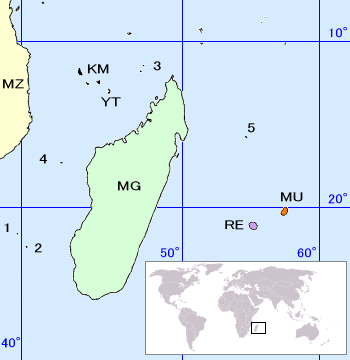
Poloha Roztroušených ostrovů:
• 1 : Bassas da India
• 2 : Europa
• 3 : Glorieuses
• 4 : Juan da Nova
• 5 : Tromelin
(KM : Komory, MG : Madagaskar, MU : Mauricius, MZ : Mosambik, RE : Réunion, YT : Mayotte)

- Bassas da India (0,2 km², 2 m n. m., 21°28′57″ j. š., 39°40′19″ v. d.)
- Europa (28 km², 24 m n. m., 22°19′59″ j. š., 40°22′ v. d.)
- Glorieuses (5 km², 12 m n. m., 11°33′ j. š., 47°20′ v. d.)
- Juan da Nova (4,4 km², 12 m n. m., 17°3′16″ j. š., 42°43′29″ v. d.)
- Tromelin (1 km², 7 m n. m., 15°52′36″ j. š., 54°30′50″ v. d.)